# Anne Marie André Henry Picot de Dampierre
Pour les articles homonymes, voir Dampierre.
Anne Marie André Henry Picot de Dampierre, est un homme politique et officier français, né le 22 septembre 1836 à Dinteville et tué à l'ennemi le 13 octobre 1870 à Bagneux au cours de la Guerre de 1870.

## Biographie
Anne Marie André Henry Picot de Dampierre est issu d'une famille noble originaire de Champagne, anoblie en 1496 par une charge de secrétaire du roi, acquéreurs de la terre de Dampierre en 1526, marquis en 1645, éteinte en 1871, dont est issu Auguste Marie Henri Picot de Dampierre(1756-1793), général de la Révolution française, marquis de Dampierre, son grand-père. 
Il est le fils de Charles Jacques Pierre Picot (1779-1871), marquis de Dampierre, général de division, pair de France, officier de la Légion d'honneur, officier de l'ordre royal et militaire de Saint-Louis et de Françoise Alix de Sainte-Maure de Montausier (1799-1857). Il  est né dans sa famille maternelle, au château de Dinteville dans le canton de Châteauvillain. En 1841, il hérite de son oncle le baron d'empire Augustin Louis Picot (1780-1841) commandeur de la Légion d'honneur, chevalier de Saint-Louis et de l'ordre de Saint-Jean de Jérusalem. En 1864, il avait succédé à son père comme conseiller général du canton de Ramerupt dans le département de l'Aube.
Il se marie le 15 décembre 1865 à Paris avec Valentine Louise Marie de Rougé (1845-1869). Il est alors domicilié à Bligny. Grand chasseur, il est propriétaire de chevaux de courses.
Lors de l'organisation de la Garde mobile de l'Aube, il fut nommé commandant du 1er bataillon franc des arrondissements d'Arcis-sur-Aube et de Nogent-sur-Seine.
Au cours de la guerre franco-allemande de 1870, lors du siège de Paris, le général Joseph Vinoy (1800-1880) et son unité, la dernière de l'armée française encore intacte, parvient à rallier Paris le 7 septembre 1870. Pendant le siège de Paris, Vinoy commande la 4e division d’infanterie ainsi que la troisième armée, dirige toutes les opérations au sud de la capitale et est à la tête de ses troupes lors du combat de Montmesly le 17 septembre. Il engagea le combat de Bagneux le 13 octobre 1870. Le général Georges Eugène Blanchard (1805-1876) dispose ses troupes en trois colonnes plus la réserve. La colonne de gauche sous le commandement du colonel Eugène Antonin de Grancey, composée des mobiles de la Côte-d'Or et d’un bataillon des mobiles l'Aube sous les ordres du commandant Anne Marie André Picot de Dampierre devant entrer dans Bagneux s'y établir solidement, tandis que le 35e de ligne, avec un autre bataillon de la Côte-d'Or, devait aborder Châtillon et occuper Fontenay, pour surveiller la route de Sceaux. Lors d'une offensive  à proximité de Châtillon contre une avant-garde bavaroise (5e bayr. Jäger Bati.)[Quoi ?] avancée sur la commune de Bagneux, et devant l'hésitation de ses hommes qui montaient au feu pour la première fois, il les emmène en leur criant : « Allez, en avant mes enfants ! » et tombe atteint de deux balles dans le bas-ventre devant une maison sise à l'angle de la place qui aujourd'hui porte son nom. Le capitaine Jean Casimir-Périer (1847-1907), futur président de la République française, commandant sa 4e compagnie, l'emporte à l'ambulance des religieuses d'Arcueil où il mourut. 
La colonne de gauche, des mobiles de la Côte d'Or soutenus par le 1er bataillon de l'Aube, qui voyait le feu pour la première fois, enlèvent Bagneux aux Bavarois, mais les Aubois perdent leur commandant. Pendant ce temps le 35e de ligne et un bataillon de la Côte-d'Or, sous les ordres du colonel Louis Constant Roland de La Mariouse tentent de se frayer un passage entre Bagneux et Châtillon, mais ils sont arrêtés par la mousqueterie et l'artillerie ennemies. Ils sont obligés, eux aussi, de combattre une à une toutes les maisons et les murs de parc, crènelés, vigoureusement défendus, mais ils parviennent jusqu'au cœur du village.
La brigade Dumoulin, qui avait pris position à la grange Ory, reçoit l’ordre de se porter en avant pour appuyer le mouvement du colonel de La Mariouse et occupe le bas de Bagneux, tandis que le 35e chemine par le centre pour forcer la position de Châtillon. La brigade de La Charrière, qui était en réserve, faisait taire, par son artillerie, le feu d'une batterie ennemie, postée vers l'extrémité de Bagneux et qui canonnait ses réserves, afin que son infanterie puisse contourner sa gauche.
Le corps d'Anne Marie André Henry Picot de Dampierre fut inhumé au cimetière de Bagneux, puis transféré à la fin des hostilités à l'église de la Madeleine à Paris dans un cercueil de plomb, recouvert d'un autre en chêne afin d'être inhumé dans le caveau familial à Dampierre où des funérailles grandioses lui furent faites le 9 août 1871 en présence d'une assistance nombreuse. Toutes les notabilités du département étaient présentes, civiles, militaires et religieuse. L'abbé Billiard, chapelain du château, ramena le corps depuis Paris en compagnie du régisseur du domaine, M. Tassin. Le corbillard était attelé de quatre chevaux noirs caparaçonnés et tenus à la main par quatre écuyers, précédé d'un piquet de gardes mobiles, ainsi que par la musique de Dampierre et une escorte des sapeurs-pompiers. Derrière le char funèbre marchait son cheval de bataille, conduit par son ordonnance. Suivaient les parents et amis du défunt, les officiers, les soldats et la foule. L'église trop petite ne put accueillir tout le monde. La porte de l'église était drapée de noir, sommée d'une bandeau orné de ses initiales et d'un écusson aux armes de sa maison surmonté d'une couronne de comte et d'un cimier avec une salamandre donnée par François Ier aux Picot de Dampierre. Dans des cartouches, encadrés de feuilles de chêne et de feuilles de laurier, figurent des inscriptions qui étaient attachées à chacun des piliers de la grande nef.

## Succession
Le château et les biens du comte de Dampierre, mort sans postérité, passèrent par filiation dans la famille de La Rochefoucauld par l'alliance de Louise Picot, fille du général de la Révolution, mère de la femme de Jules de La Rochefoucauld, duc d'Estissac. Son fils, Roger de La Rochefoucauld-Ségur, dernier marquis de Dampierre le laissa à ses filles, les comtesses de Kergorlay et Amélie de La Rochefoucauld, épouse Hermann de Mérode (1853-1924), qui s'en dessaisirent en 1907.

## Armoiries
Les armoiries de la famille Picot de Dampierre sont : « D'or au chevron d'azur accompagné de trois falots de sable, allumés de gueules, au chef de même. » avec deux « sauvages » nus, armés de massues pour support, et surmonté d'une couronne de comte et d'un cimier avec la salamandre donnée par le roi de France François Ier aux Picot de Dampierre.

## Hommages

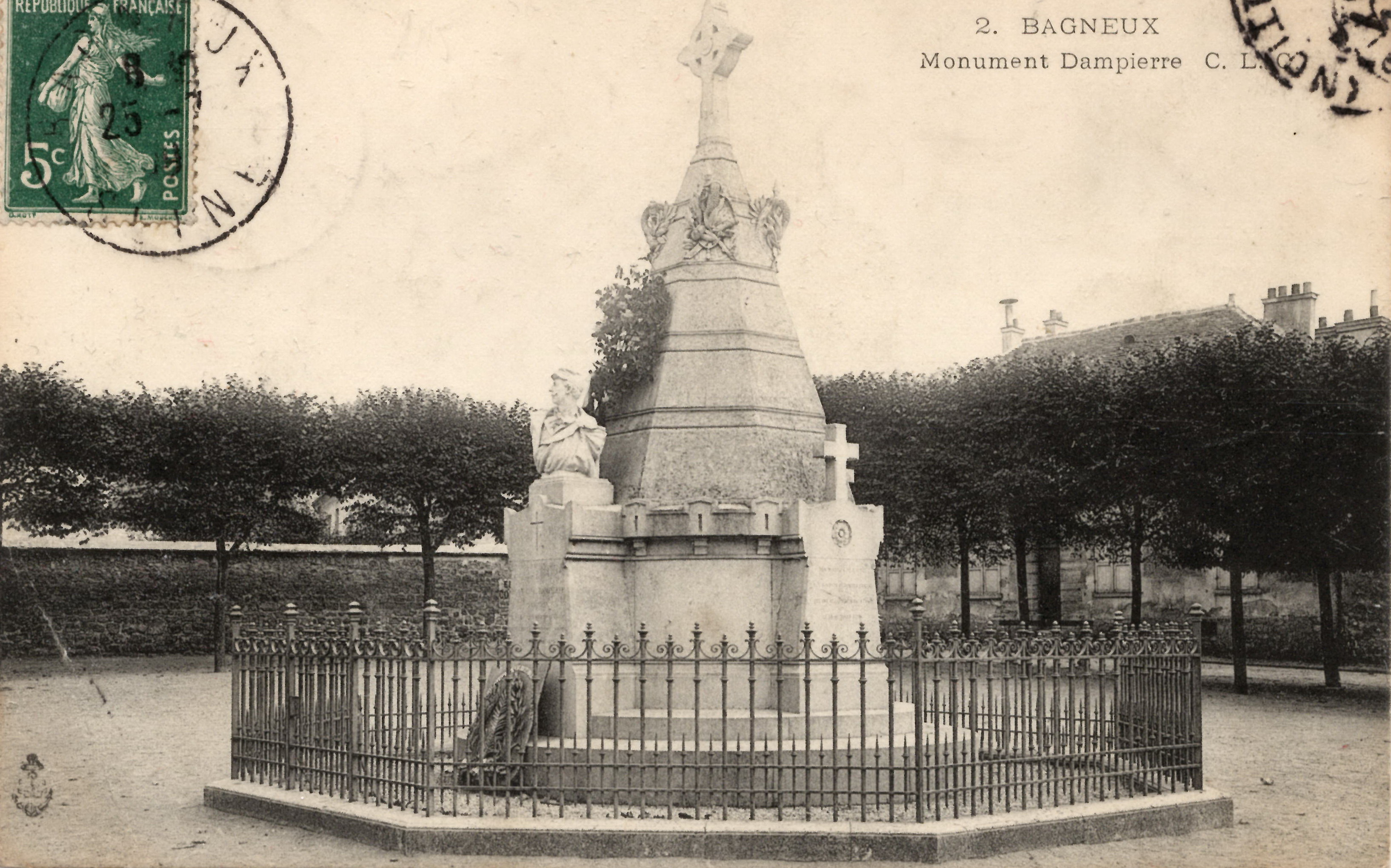
Monument Dampierre, Bagneux.

- Une plaque commémorative orne la maison devant laquelle il fut tué à Bagneux.
- Mémorial à la gloire du comte de Dampierre, aujourd'hui dans le cimetière communal de Bagneux. Par une délibération du 16 mai 1874, le conseil municipal de Bagneux approuve et appuie la demande des souscripteurs auprès du préfet de la Seine afin qu’il autorise l'édification d’un monument commémoratif au milieu de la place dite de Dampierre. Il est inauguré le 13 octobre 1937. Lors du réaménagement de la place, il est déplacé au cimetière communal et restauré. L'architecte en est Albert Lalanne (1844-1930)[9], les entrepreneurs Lebègue et ses gendres[10]. Il y est inscrit : « DIEU PATRIE / À LA MÉMOIRE DE / ANNE-MARIE-ANDRE-HENRI / PICOT, CTE DE DAMPIERRE / COMMANDANT / DU IER BATon DE MOBILES DE L’AUBE / FRAPPÉ A MORT POUR LA FRANCE À BAGNEUX / LE 13 OCTOBRE 1870 MONUMENT ÉLEVÉ / PAR SOUSCRIPTION PRIVÉE / SUR L’INITIATIVE DES HABITANTS / ET DE M. LEVIAUX / MAIRE DE BAGNEUX / AVEC LE CONCOURS DE MM. METZ ET A. LALANNE, ARCHITECTES / ET DE M. VASSELOT, STATUAIRE / INAUGURÉ LE 13 OCTOBRE 1874 AUX MOBILES DE L’AUBE / AUX SOLDATS DE TOUTES LES ARMES / QUI ONT SUCCOMBÉ A BAGNEUX LE 13 OCTOBRE 1874. »
- La municipalité de Bagneux a donné son nom à une place de la ville, la place Dampierre.
- Une cérémonie patriotique en souvenir du 13 octobre 1870, célébrée pour le 20e anniversaire de cet événement[11].

### Iconographie
- Anatole Marquet de Vasselot, Monument au commandant Picot de Dampierre, buste, cimetière communal de Bagneux.
- Anonyme, Affaire de Bagneux, arrivée du général Trochu sur le champ de bataille, gravure publiée dans L'Illustration, musée du Domaine départemental de Sceaux.
- Joseph Burn Smeeton et Frédéric Théodore Lix, Mort du commandant Dampierre, gravure, musée du Domaine départemental de Sceaux.